# Dependență psihică
Dependența psihică este o tulburare cognitivă și o formă de farmacodependență care se caracterizează prin simptome de sevraj emoțional-motivațional la încetarea consumului prelungit de droguri sau a anumitor comportamente repetitive. Expunerea continuă și frecventă la anumite substanțe sau comportamente este responsabilă de inducerea dependenței psihice, care necesită un angajament continuu pentru a preveni apariția unui sindrom de sevraj neplăcut, determinat de întărirea negativă.

## Simptome
Printre simptomele (efectele) neplăcute care apar în cadrul dependenței psihice, în contextul apariției sindromului de abstinență (sevraj), se numără:

- Anhedonie
- Anxietate
- Apetit modificat
- Atac de panică
- Disforie
- Insomnie / Hipersomnie
- Iritabilitate
- Stres
- Oboseală extremă